# Сірко Олексій Дмитрович
Олексій Дмитрович Сірко (псевдо.: «Бескид», «Мітька», «Прокіп», «Федь», «Чагар»; нар. 1.03.1919, м. Броди, нині Львівська область — пом. 5.07.1948, поблизу с. Тростянка, нині Рожищенський район, Волинська область) — український військовик, вояк УПА, лицар Бронзового хреста заслуги.

## Життєпис
Народився у с. Малі Фільварки (тепер – у складі м. Броди) в сім'ї селян Дмитра та Анастасії Сірко. Освіта – середня спеціальна: навчався у Бродівській державній гімназії ім. Ю. Коженьовського (1937-1938). За фахом – учитель. Член ОУН з 1938 року. 
У 1943 році скерований для підсилення збройних формувань УПА на Волинь. Слідчий СБ Крайового проводу ОУН «Москва» (1947-1948). Загинув у бою з військами МДБ. 

## Нагороди
Наказом Головного військового штабу УПА ч. 4/45 від 11.10.1945 р. співробітник СБ УПА-Північ Олексій Сірко – «Бескид» відзначений Бронзовим хрестом заслуги УПА. 